# Emilio Madero
Emilio Alberto Madero González (Parras de la Fuente, 8 de agosto de 1880-Ciudad de México, 16 de enero de 1962) fue un militar mexicano que participó en la Revolución Mexicana

## Biografía
Nació en Parras de la Fuente, Coahuila, el 8 de agosto de 1880, siendo el sexto hijo de Don Francisco Madero Hernández y de Doña Mercedes González Treviño, siendo a su vez hermano del iniciador de la Revolución Mexicana, Francisco I. Madero. Participó en el movimiento maderista con el grado de mayor, combatiendo en 1911 en los estados de Coahuila y Chihuahua. Acompañó a su hermano Francisco en la entrada a la capital de la República; después fue alineado a la División del Norte en 1912 combatiendo a Pascual Orozco. Fue organizador de cuerpos rurales formados por exmaderistas que pelearon contra Orozco como "irregulares" en la División del Norte. 
En 1913 continuó operando en Coahuila, Chihuahua, Durango y Zacatecas, alcanzando el grado de teniente coronel en las filas villistas combatiendo a Venustiano Carranza. En 1914 reconoció al gobierno de la Convención de Aguascalientes, y al ser vencida ésta, Emilio Madero se vio obligado a exiliarse a los Estados Unidos por varios años.
En 1939 fue ascendido a general brigadier, y de 1940 a 1942 estuvo a disposición de la SEDENA. En 1947 se le reconoció como Veterano de la Revolución, perteneciendo a la Legión de Honor Mexicana, y en 1961 al ser nombrado general de división causó baja del servicio activo.
Emilio Madero estuvo casado con Mercedes Belden Gutiérrez, originaria de Nuevo Laredo, Tamaulipas, y juntos procrearon 4 hijos, entre ellos Pablo Emilio Madero Belden. 
El general Emilio Madero murió en la Ciudad de México el 16 de enero de 1962, fue enterrado en el Panteón Francés de la Piedad.